# Клобук
Клобу́к — головний убір служителів православної та греко-католицької церкви, камилавка з наміткою. Назва «клобук» має тюркське походження (прасл. *kolbukъ від тюрк. kalpak — «шапка, ковпак») і вживається лише у Східній Європі. У Грецькій Церкві клобук відомий як «епанокалімавхіон» (грец. επανωκαλυμμαύχιον) або «епанокалімавхо» (επανωκαλύμμαυχο).

## Опис
Чорний клобук є головним убором ченців малої схими, єпископів і архієпископів, білий — митрополитів (у багатьох церквах і патріархів). До клобуків архієпископів, митрополитів і патріархів спереду прикріплюється зображення хреста. Ієромонахи можуть не знімати клобук під час богослужіння (аналогічно камилавці білих священників). Патріарший півсферичний клобук з хрестом називається ще кукіль.
Первісно клобуки мали півсферичну форму, у Московській митрополії вони були відомі як каптир (спор. з «каптур») і зберігаються в старообрядців. Вигляду зрізаного конуса клобуки набули в XVII ст. в Елладській церкві, звідти я форма поширилася і в більшості православних церков. У Грузинській церкві клобук католикоса зберігає півсферичну форму.

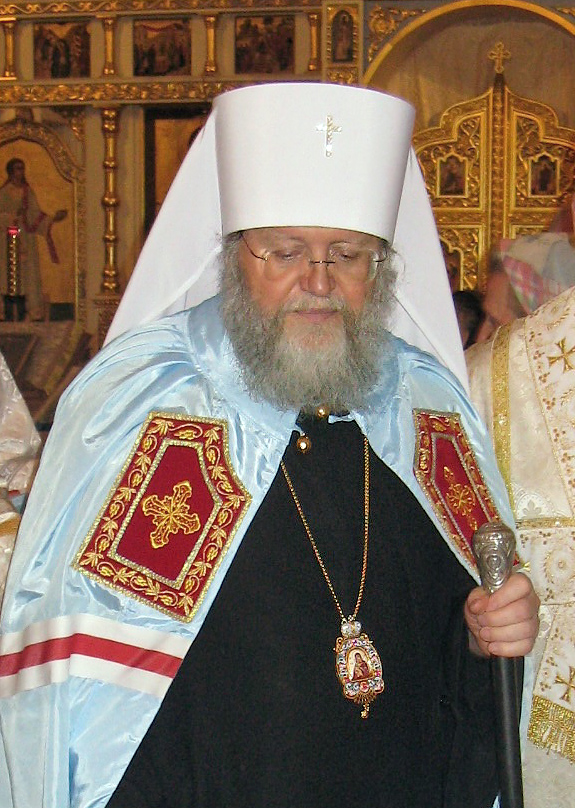
Митрополит Іларіон Капрал у білому клобуку
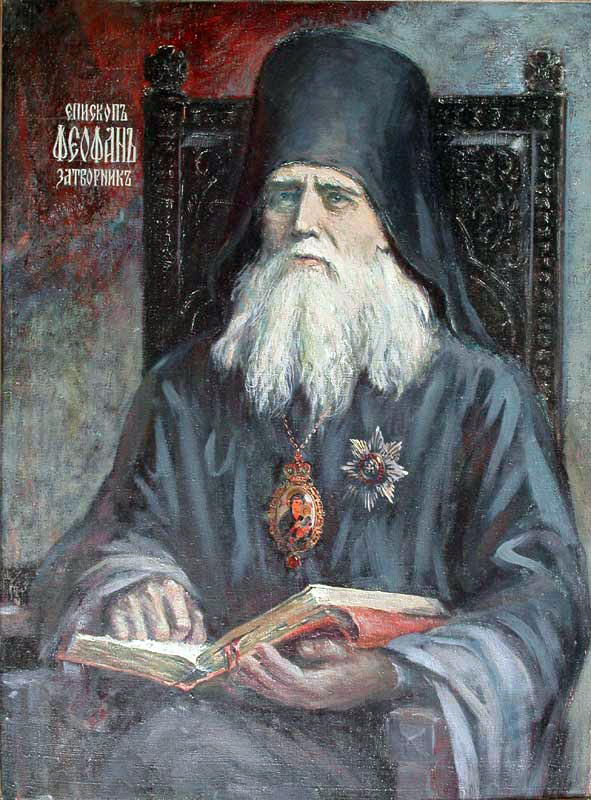
Св. Феофан Затворник у чорному клобуку, єпископ (1815–1894)
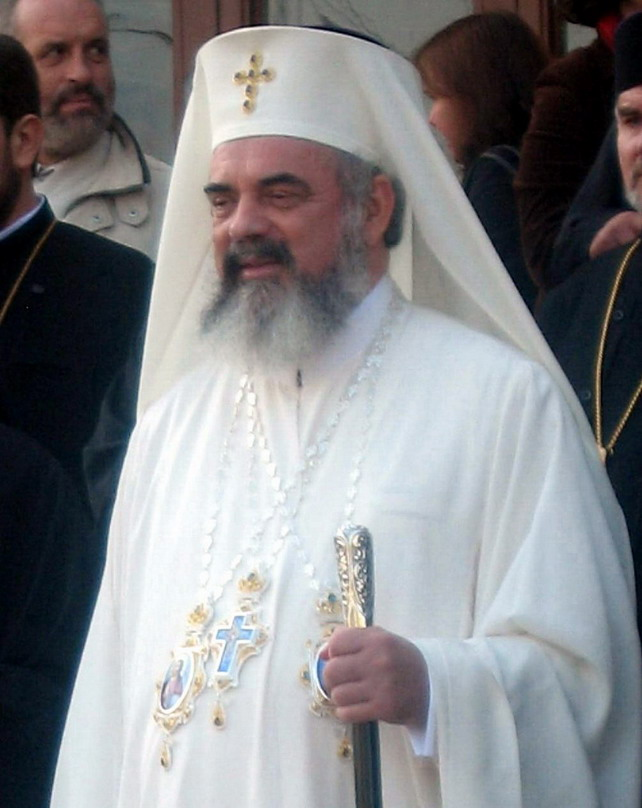
Румунський патріарх Даниїл у клобуку (culion) з наміткою (camilafcă)
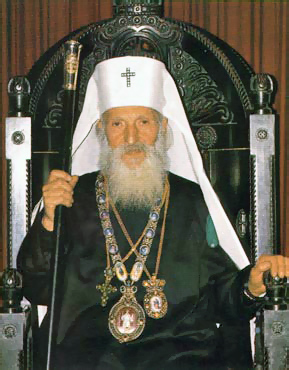
Патріарх Сербський Павло
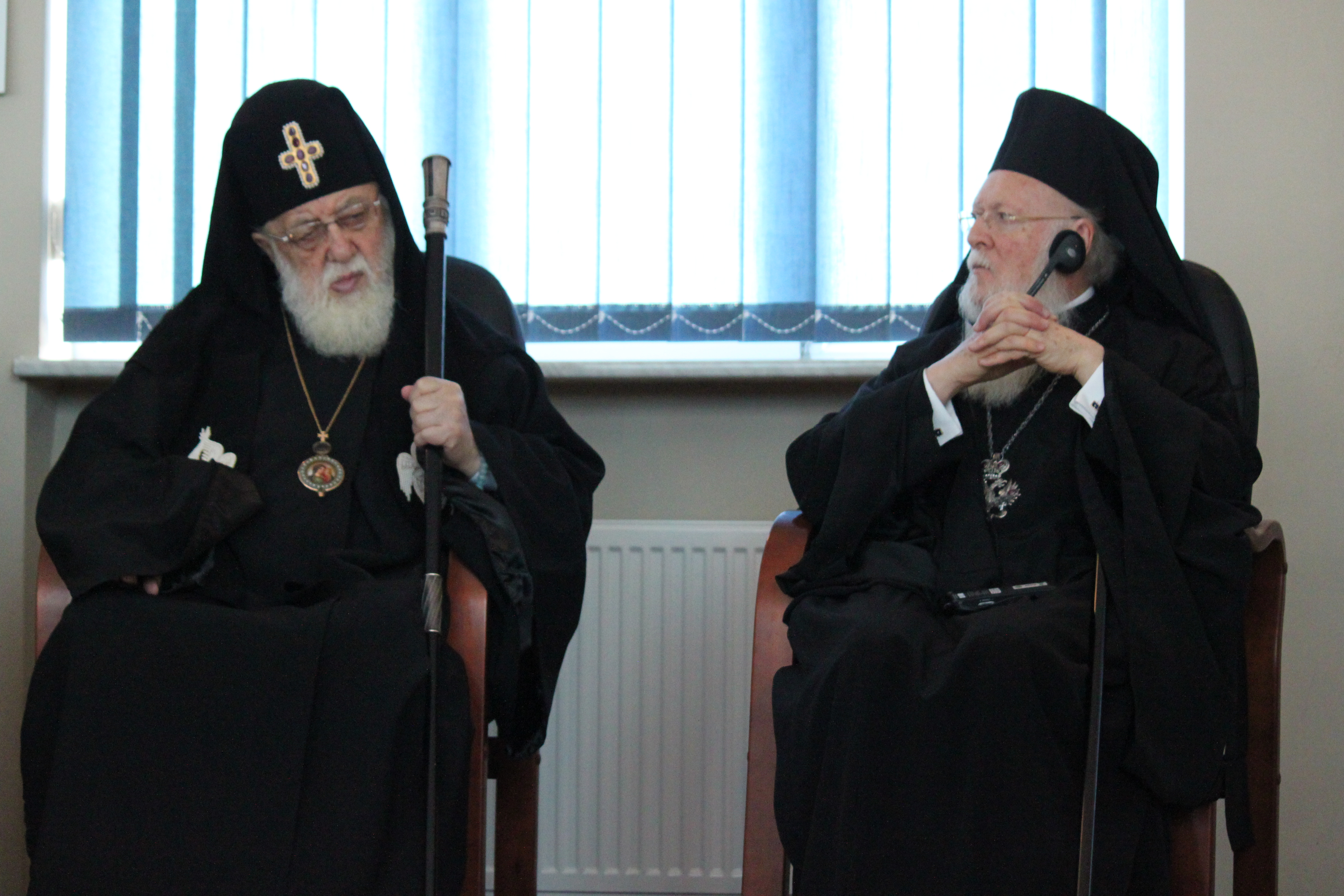
Католикос-патріарх всієї Грузії Ілля II у півсферичному клобуку й Варфоломій I у конусоподібному